# فرناندو باييخو
فرناندو باييخو ريندون (بالإسبانية: Fernando Vallejo Rendón)‏ كاتب ومخرج سينمائي ولد في كولومبيا، في مدينة ميديلين يوم 24 أكتوبر 1942 (لم يكن لديه أي جنسية) وحصل على الجنسية المكسيكية في 2007. وقد تلقى الكثير من التكريم لأعماله وبتضمن ذلك جائزة رومولو جايجوس وجائزة فيل للأدب في اللغات الرومانسية. و قد تميز باييخو بنقده اللذاع للكنيسة الكاثوليكية، حيث أنها كانت طريقة ممارسة السياسية في كولومبيا، علاوة على الأخلاق الزائفة والفيزياء والشكليات والمعارضة الاجتماعية الشديدة للرئيس ألفارو أوريبي بيليث.
تعتبر الروايتين -الموت و سيدة من القتلة- ضمن ال15 مركز الأوائل في القائمة المصممة في عام 2007 من 81 كاتب و ناقد أمريكي لاتينى وإسبانى لأفضل 100 كتاب باللغة القشتالية في ال25 عاماً الأخيرة. وأعلن باييخو أنه شخصاملحدا من خلال وسائل الإعلام المختلفة، وكان يحتقر لتكاثر البشرى، لذلك لم ينجب. يعد فرناندو واحد من «العشر مفكرين الأكثر تأثيراً في إيبرو أمريكا 2012» لقراء مجلة Foreign Policy .

## اقرأ أيضا
- خوان بيورو
- إنريكي خاردييل بونثلا
- فرناندو أرابال
- خوسيه مارمول
- رامون بيريث دى أيالا
- خوان ليون ميرا

## روابط خارجية
- فرناندو باييخو على موقع IMDb (الإنجليزية)
- فرناندو باييخو على موقع أول موفي (الإنجليزية)
- فرناندو باييخو على موقع قاعدة بيانات الفيلم (الإنجليزية)
- فرناندو باييخو على موقع كينوبويسك (الروسية)